# フィトンチッド
フィトンチッド（ロシア語: фитонциды、英語: phytoncide）とは、微生物の活動を抑制する作用をもつ、樹木などが発散する化学物質。植物が傷つけられた際に放出し、殺菌力を持つ揮発性物質のことを指す。
森林浴はこれに接して健康を維持する方法だが、健康だけでなく癒やしや安らぎを与える効果もある。フィトンチッドはその殺菌性や森林の香りの成分であるということから良いイメージがあり、森林浴の効能を紹介する際に良く用いられている。

## 由来
1930年ごろロシア・レニングラード大学のボリス・トーキンが、植物を傷つけるとその周囲にいる細菌などが死ぬ現象を発見した。ボリス・トーキンはこれを植物が周囲に何らかの揮発性物質を放出したためと考えて、この物質をフィトンチッドと命名した。フィトンチッドはギリシア語 φυτόν (phytón)「植物」 とラテン語 caedere「殺す」から作られた造語である。またマツやヒノキといった針葉樹から発散されるフィトンチッドが、森林の中でヒトをリラックスさせる成分であることを明らかにした。

## 科学
植物の精油に含まれるテルペノイドなどには殺菌力を持つ成分が数多く含まれており、これらの物質がフィトンチッドの本体と考えられる。
似たような性質を持つ物質を指す言葉にファイトアレキシンがある。ファイトアレキシンは植物が昆虫に食害されたり病原菌に感染したときだけに生合成されて昆虫を忌避させたり病原菌を殺菌して防御する物質を指す。これに対してフィトンチッドは常時生合成されている。ファイトアレキシンはフラボノイドやテルペノイドに属するものが多いが、精油に含まれる成分に比べると分子量が大きく揮発性はずっと低い。フィトンチッドのもともとの意味から外れて、ファイトアレキシンも含めた殺菌力を持つ物質全般をフィトンチッドと称したり、植物が生合成する生理活性物質全般をも総称してフィトンチッドと総称したりしていることもある。